# 苔山碉楼
28°15′57″N 121°14′01″E / 28.26586°N 121.23374°E
苔山碉楼是一座位于中华人民共和国浙江省玉环市（县级市，由台州市代管）的碉楼，坐落在该市的清港镇苔山村属于文物保护单位玉环碉楼群之一。这座碉楼是当地政府为抵御海盗土匪、保护居民安全而建造的，当地称为炮楼。

## 历史背景
民国年代，沿海匪患猖獗，民众尤其是富绅出于自卫，纷纷修建了碉楼这种堡垒式的建筑物。这座碉楼是当地国民政府为了维持地方稳定，保护岛上居民安全，用于抵御从周围海上过来的海盗和土匪的，建于民国廿九年（1940年）。该碉楼临近苔山寨城遗址，位于该遗址东北方向百余米处。碉楼成为了寨城兵营中的一个防御设施，当时寨城驻扎一个连的兵力左右。

## 建筑结构
该碉楼坐南朝北，北偏东32度。占地面积约33平方米，石结构，墙体用乱石垒砌，厚实坚固。远望类似于一般建筑。原为三层，后于20世纪末因台风而刮毁顶部，被村民改建为现存二层建筑。碉楼看上去像被废弃的柴房。

## 现状
20世纪末一场台风刮毁了碉楼的顶部，碉楼被村民改建为现存二层建筑，用于存储柴木等杂物。2011年1月7日，包含苔山碉楼的玉环碉楼群，被浙江省人民政府公布为第六批浙江省文物保护单位。